# Tawilżanka
Tawilżanka (ukr. Тавільжанка) – wieś na Ukrainie, w obwodzie charkowskim, w rejonie kupiańskim. W 2001 liczyła 1924 mieszkańców, spośród których 1792 posługiwało się językiem ukraińskim, 108 rosyjskim, 5 węgierskim, 3 białoruskim, 9 ormiańskim, a 7 innym. W 2022 roku została zajęta przez wojska rosyjskie podczas inwazji na Ukrainę.